# Polisius persicus
Genre
Espèce
Polisius persicus, unique représentant du genre Polisius, est une espèce de scorpions de la famille des Buthidae.

## Distribution
Cette espèce est endémique d'Iran. Elle se rencontre dans les provinces de Sistan-et-Baloutchistan, de Kerman, d'Ispahan et d'Ilam.

## Description
La femelle holotype mesure 41,0 mm.

## Étymologie
Le genre est nommé en l'honneur de Gary Allan Polis.
Son nom d'espèce lui a été donné en référence au lieu de sa découverte, la Perse.

## Publication originale
- Fet, Capes & Sissom, 2001 : « A new genus and species of psammophilic scorpion from eastern Iran (Scorpiones: Buthidae). » Scorpions 2001 in memoriam Gary A. Polis. British Arachnological Society, Burnham Beeches, p. 183-189 (texte intégral).